# Douglas Townsend
Douglas Townsend (New York, 8 november 1921- aldaar, 1 augustus 2012) was een Amerikaans componist en musicoloog.

## Levensloop
Townsend kreeg zijn opleiding onder andere aan de Fiorello H. LaGuardia High School of Music & Art and Performing Arts in New York waar hij ook zeer geïnteresseerd werd aan muziek. Hij studeerde privé bij Tibor Serly, Stefan Wolpe, Aaron Copland, Otto Luening en Felix Greissle compositie. 
Later doceerde hij aan het Brooklyn College van de City University New York (CUNY) van 1958 tot 1969, aan het Lehman College in 1970 en 1971, aan de Universiteit van Bridgeport in Bridgeport, Connecticut, van 1973 tot 1975 en aan het Purchase College of the State University of New York at Purchase in Purchase (New York). 
Van 1977 tot 1980 was hij uitgever van de Musical Heritage Review. 
Hij kreeg in 1965 een prijs van de Martha Baird Rockefeller Fund en in 1975 een prijs van de New York State Council on the Arts. 

## Composities

### Werken voor orkest
- 1956 Lima Beans
- 2007 Overture Concertante (opgedragen aan: Richard Epstein en Ina Chadwick)
- All the pretty little Horses, voor strijkorkest
- Carl Czerny overture
- Fantasy on Motives of Burt Bacharach
- Fantasy On God Rest Ye Merry Gentelemen
- Fantasy on "The Wee Cooper of Fife", voor strijkorkest
- Galop, voor strijkorkest
- Russian Dance, voor strijkorkest
- Suite "Risoldy Rossoldy", voor strijkorkest
- Theme and Variations, voor strijkers

### Werken voor harmonieorkest
- 1985 Gentlewoman's Polka
- 1985 Ridgefield Rag
- Chamber Symfonie Nr. 1, voor flute, hobo, klarinet, fagot, 2 hoorns, trompet, trombone en tuba
- Chamber Concerto No. 2, voor eufonium en harmonieorkest

### Werken voor koor
- 1977 Medley for Lonesome Cowboy, voor gemengd koor en piano
- Five Madrigals - Vol.1, voor gemengd koor
  1. Peter Piper
  2. She Sells Sea Shells
  3. There's No Need
- Five Madrigals - Vol 2, voor gemengd koor
  1. The Stump Thought
  2. Peters Piper Sells Sea Shells on a Bright Night (Quodlibet)

### Vocale muziek
- Betty Botter's Butter, voor sopraan (of: tenor), gemengd koor en piano

### Kamermuziek
- 1950 Canzona, voor fluit, altviool en fagot
- 1957 Duo, voor twee altviolen
- 8 x 8; Variations on a theme of Milhaud, voor piccolo, hobo, fagot, piano
- Ballet Suite, voor drie klarinetten
- Dance Improvisation and Fugue, voor sopraan-blokfluit, fluit, piccolo en piano
- drie strijkkwartetten

### Werken voor piano
- Four Fantasies on American Folk Songs, voor twee piano's
- Fantasies on Christmas Carols, Volume 1, voor piano vierhandig
- Fantasies on Christmas Carols, Volume 2, voor piano vierhandig

### Filmmuziek
- 1957 8 X 8: A Chess Sonata in 8 Movements

## Publicaties
- Douglas Townsend: First Sonata for Violin and Piano by Robert Ward, in: Notes, 2nd Ser., Vol. 10, No. 3 (Jun., 1953), pp. 486-487
- Douglas Townsend: Roman: Assagio No. 6, in B Minor, for Unaccompanied Violin (B. 324).
  - Sonata No. 8, in A Major, for Flute and Continuo (B. 208).
  - Berwald: String Quartet in E-Flat Major by Lars Fryden, Bengt Overstrom, Gunnar Hallhagen, Bengt Ericson, Fryden Quartet, Roman, Berwald
  - Stenhammar: String Quartet No. 5, in C Major, Op. 29 (Serenade);
  - Balladen for Chorus; Tre Kovisor for Chorus;
  - Sensommarnatter, Op. 33, for Piano by Kyndel Quartet, Radio Choruses, Hilda Waldeland, Stenhammar, in: The Musical Quarterly, Vol. 50, No. 1 (Jan., 1964), pp. 124-130